# Боґуниці
Боґуниці (пол. Bogunice, нім. Bogunitz) — село в Польщі, у гміні Лиски Рибницького повіту Сілезького воєводства.
Населення — 781 особа (2011).
У 1975-1998 роках село належало до Катовицького воєводства.

## Демографія
Демографічна структура станом на 31 березня 2011 року:
|          | Загалом | Допрацездатний вік | Працездатний вік | Постпрацездатний вік |
| -------- | ------- | ------------------ | ---------------- | -------------------- |
| Чоловіки | 388     | 76                 | 272              | 40                   |
| Жінки    | 393     | 79                 | 232              | 82                   |
| Разом    | 781     | 155                | 504              | 122                  |